# شری برکین
شری برکین (به انگلیسی: Sherry Birkin)، نام یکی از شخصیت‌های ساختگی در مجموعه بازی‌های رزیدنت ایول است. شری، دختر پژوهشگران برجستهٔ شرکت آمبرلا یعنی ویلیام برکین و آنت برکین، در سال ۱۹۸۶ است. زمانی که او در حال رشد بود؛ پدر و مادرش، به شدت مشغول انجام پژوهش‌ها و مطالعات خودشان بودند. با این حال او به پدر و مادرش علاقهٔ فراوانی داشت و زمانی که در کنارشان بود، احساس امنیت می‌کرد.

## رویداد شهر راکون
در سال ۱۹۹۶، ویلیام و آنت به مقر آمبرلا در کوهستان آرکلی واقع در حومهٔ شهر راکون فرستاده شدند. مقری که در اعماق زمین قرار داشت و پژوهش‌های فوق محرمانه‌ای در آن صورت می‌پذیرفت. ویلیام در تلاش بود تا پروژهٔ ویروس G خود را در این مقر به پایان برساند. این سه نفر تا دو سال بعد نیز در آن مقر حضور داشتند و در جریان طغیان ویروس T در شهر راکون، شری در پایان پدر و مادر خود را از دست می‌دهد و به همراه لیان اسکات کندی و کلر ردفیلد از شهر خارج می‌شود.

## رویداد ادونیا
شری متوجه می‌شود برای نابودی ویروس جدیدی به نام ویروس C که تمام جهان را به خود آلوده کرده‌است، به خونی از نسل آلبرت وسکر نیاز دارد و از آنجایی که وسکر مرده بود، به دنبال پسر زندهٔ وی یعنی جیک مولر می‌رود و او را در شرق اروپا پیدا می‌کند و از جیک می‌خواهد تا خون خود را برای این راه استفاده کند. جیک در ازای پنجاه میلیون دلار (نقداً) این قرارداد را قبول می‌کند. شری و جیک با هم از شرق اروپا حرکت می‌کنند تا به محلی که ویروس C قرار دارد برسند که به هیولای جهش یافته از ویروس C با نام «آستاناک» برخورد می‌کنند. شری و جیک از دست آستاناک فرار می‌کنند، اما آستاناک همیشه در تعقیب آن‌ها است و همه جا به دنبالشان می‌رود.

## نکات جالب
- صداگذار شری برکین (لاورا بایلی Laura Bailey) در بازی رزیدنت ایول: تاریخچه تاریکی، کار صداگذاری آنجلا میلر در فیلم رزیدنت ایول: تباهی را نیز برعهده داشت.
- شری در بازی رزیدنت ایول: تاریخچه تاریکی دارای رنگ موی متفاوتی بود. او در جریان بازی دارای رنگ موی قهوه‌ای و در میان پرده‌های بازی، دارای موهای بور است.